# 麦蛛属
麦蛛属（学名：Menosira）为肖蛸科的一个属。

## 下属物种
本属包括以下物种：
- 美丽麦蛛 Menosira ornata Chikuni, 1955